# Norman Z. McLeod
Norman Zenos McLeod (Grayling, Míchigan, 20 de septiembre de 1898 - Hollywood, California, 27 de enero de 1964) fue un director de cine, historietista y escritor estadounidense. 
Está considerado uno de los grandes directores de cine cómico de la historia del cine, trabajando con gente como W.C. Fields, los Hermanos Marx, Cary Grant, Harold Lloyd o Bob Hope.

## Biografía
McLeod nació en Grayling, Míchigan, en el seno de una familia sin ningún tipo de pasado en el negocio del espectáculo (su padre era un pastor evangelista). Tras estudiar en la Universidad de Washington se alistó como piloto en la Primera Guerra Mundial donde sirvió dos años en Francia como piloto de combate. Al finalizar la guerra se dirigió a Hollywood donde trabajó como animador durante toda la década de los años 20, lo que le daría la experiencia necesaria para la comedia que desarrollaría después, especialmente con lo que aprendió al pasar a trabajar para la compañía Christie Film, especializada en cortometrajes cómicos.
Considerado uno de los grandes nombres de los primeros años de la comedia de Hollywood, su primer gran éxito le llegó en 1928 con el largometraje Taking a Chance, para Fox, aunque un año anterior había sido asistente del director en Alas. Pero fue en la Paramount donde dirigió dos de sus películas más memorables: Pistoleros de agua dulce en 1931 y Plumas de caballo en 1932, dos de las primeras películas de los Hermanos Marx, que están dentro de lo mejor de la carrera del grupo cómico y que influirían notablemente en el estilo de comedia del estudio. Otros trabajos importantes fueron It's a Gift, con W.C. Fields, Topper, con Cary Grant o The Secret Life of Walter Mitty, con Danny Kaye.
McLeod estuvo casado con Evelyn Ward. Murió en Hollywood, California, a la edad de 65 años de una apoplejía y tiene una estrella en el Paseo de la Fama de Hollywood.

## Filmografía
- 1931 Pistoleros de agua dulce
- 1932 Plumas de caballo
- 1933  Alicia en el país de las maravillas
- 1934 It's a Gift
- 1936  Pennies From Heaven
- 1937  Topper
- 1938  Merrily We Live
- 1938  Topper Takes a Trip
- 1939  Remember?
- 1941  Lady Be Good
- 1942  Panama Hattie
- 1946  The Kid from Brooklyn
- 1947  The Secret Life of Walter Mitty
- 1947  Road to Rio
- 1948  The Paleface
- 1950  Let's Dance
- 1951  My Favorite Spy
- 1954  Casanova's Big Night
- 1959  Alias Jesse James